# 레이먼드 오초아
레이먼드 오초아(Raymond Ochoa, 2001년 10월 12일 ~ )는 미국의 배우이다.

## 출연 작품
- 굿 다이노 (2015)
- 찰리: 어 토이 스토리 (2013)
- 화성은 엄마가 필요해 (2011)
- 로봇 치킨: 스타 워즈 에피소드 3 (2010)
- 요기 베어 (2010)
- 크리스마스 캐롤 (2009)